# Hilozoísmo
L'hilozoísmo (o imaginisme) és una tendència poètica de la literatura gallega de la primera meitat del segle xx. El seu iniciador i principal executant és Luís Amado Carballo.
La gran aportació d'aquest moviment a la poesia gallega és la combinació dels nous corrents de les avantguardes amb les formes tradicionals de la lírica gallega.
Un enfocament formalista d'aquest moviment li dona el nom d'imaginisme, perquè els poemes d'aquesta tendència són una successió d'imatges plàstiques i gojoses encadenades. Uns altres autors, atenent al significat d'aquestes imatges, li apliquen el nom d'animisme o hilozoisme, ja que es dona una personificació del paisatge; els elements de la natura (camins, fonts, ponts, arbres, animals...) apareixen humanitzats.
L'hilozoisme assumeix la tradició paisatgística del segle xix, sense trencar-hi directament, combinant-la amb els recursos metafòrics propis de les avantguardes. Es manté la presència de la natura, però queda desplaçada per la gosadia de les imatges, que passen a ser el centre del poema. La metàfora atrevida emprada pels hilozoistes és d'una clara filiació ultraista. La poesia hilozoista és una poesia sensual, que combina preferentment elements visuals i auditius, però el predominant n'és el color, viu i cridaner.
La mètrica és molt senzilla, basada fonamentalment en les formes populars: versos curts, predominantment l'octosíl·lab, i rima assonant.